# 政治小説
政治小説（せいじしょうせつ）とは、政治やそれに関わる事物を主題とする小説、もしくは特定の政治思想を鼓吹することを目的として書かれる小説。日本では特に明治時代に国民の啓蒙、自由民権論やナショナリズムを鼓舞するために書かれた小説。

## 概史
西洋では19世紀イギリスのベンジャミン・ディズレーリやフランスのヴィクトル・ユーゴーの作品が政治小説として知られる。
日本では自由民権論が盛んになった明治10年代から20年代初めまでは、自由民権論を中心に、作者個人の主張の他に当時の自由党、立憲改進党、立憲帝政党などの党派的主張を盛り込んだ小説が書かれ、これらは民権小説とも呼ばれる。この中にはユーゴーなどの翻訳小説も多く含まれていた。
明治20年頃から経済力の成長を受けて海外雄飛、国権拡張を説く国権小説が広がる。1890年（明治23年）に第1回帝国議会が開催された前後から、議会政治への落胆から、政治家への批判を訴える暴露小説も現れ、またこの時期には男女同権を主張する女権小説も書かれた。経済発展、特に日清戦争以後の社会の変容の中で、資本主義による社会の不平等に対する社会主義運動とともに、社会主義小説も生まれ、文壇の写実主義文学者も社会に眼を向けた社会小説の作品を生み、深刻小説、悲惨小説と呼ばれるものもあった。
中国の清末には日本の政治小説が、時には中国視点に変えて多く訳され、中華民国初年にかけて中国人作者による政治小説、社会小説、冒険小説を生んだ。

## 日本の政治小説

### 民権小説
明治以来仮名垣魯文など政治的題材の小説も書かれており、詩歌まで視野に入れれば維新の志士による漢詩も政治文学と言える。1874年の板垣退助らによる民選議員設立建白以来の自由民権運動が広がり、1877年（明治10年）に設立された立志社の活動の中では民権歌謡という新しい歌が作られていた。1880年（明治13年）4月に集会条例による弾圧が開始される中、6月に自由民権論を主題にした政治小説として最初となる、戸田欽堂の『民権演義情海波瀾』が書かれた。江戸時代の人情本の流れを汲み、明治政府と民衆を芸者を争う2人の男に見立て、対立から和解に向かう姿を描いており、当時期待された「官民調和」の色合いを強く残している。だが、明治十四年の政変を機に板垣が自由党、大隈重信が立憲改進党を結成すると状況は大きく変化することになる。1882年に自由党が機関紙（自由新聞及び絵入自由新聞）を創刊、立憲改進党の参加者であった矢野龍渓は官を辞して自分がかつて副主筆を務めていた郵便報知新聞に復帰してその社主に就任、その影響によって事実上の立憲改進党機関紙の役目を果たすようになった。これらの新聞では自派の主張を分りやすく民衆に伝えるために政治小説が執筆・連載された（なお、こうした経緯からこれら機関紙の記者が兼業で執筆する例が多かった）。
代表的な作品としては、立憲改進党の矢野龍渓『経国美談』（1883年）、自由党系ではフランス革命の初期を扱った歴史小説である大デュマ『一医師の回想録』(Mémoires d'un médecin）を意訳した、自由党の思想を表したとされる桜田百衛『西洋血潮小暴風』（1883年）、ステプニャク『地底のロシヤ』を元に1881年のナロードニキによるアレクサンドル2世暗殺と悲劇的な結末を描いた宮崎夢柳『虚無党実伝記 鬼啾啾』（1885年）、小室案外堂『東洋民権百家伝』、末広鉄腸『雪中梅』（1886年）、などが挙げられる。他に東海散士の『佳人之奇遇』（1885-97年）は会津の遺民たる作者散士がイスパニアの政治家の令嬢、アイルランド独立闘士の娘との出会いに端を発する物語で、自由民権から始まり、ナショナリズム、国権拡張をテーマとしており、中村光夫は「当時の日本につたへられた物語の伝統と、新しく眼醒めた世界認識との見事な調和があった」と評している。
特に『経国美談』『佳人之奇遇』は当時の若者に強い支持を受け、『雪中梅』の写実主義的な筆致は後世の文学にも少なからず影響を与えた。当時の人気は北村透谷が「『雪中梅』は空前の大著述と賞へられ、『佳人の奇遇』は世界の一大奇書と唫ぜらる」（『女学雑誌』1890年1月「当世文学の潮模様」）と揶揄するほどだった。坪内逍遥は立憲改進党の作家として『概世士伝』（翻訳）、『諷誡京わらんべ』などを発表したが、やがて政治的な文学から離れて写実的芸術小説に進んだ。
また板垣退助が1882年にヨーロッパを歴遊した際にユゴーと会談し、当時のフランスやイギリスの政治・歴史ものを新聞に翻訳掲載することを勧められて多くの小説を買って帰り、坂崎紫瀾、栗原亮一、塚原渋柿園らによって翻訳、翻案された。
これらの多くは旧態依然の古風な漢文くずしの文章で類型的な人物描写であったために、坪内らによる近代文学への革新を促す動きにはつながらなかったが、当時の青年達には魅力的であり、近代的人間像を目指すロマンチックな心情を捉えた。またこれまで小説を卑しいものと捉えてきた知識人階層が政治・社会問題を題材として小説を書いたことが、小説および文学が人生において正面から取り組む問題とした意義も認められる（中村光夫『日本の近代小説』）。また『経国美談』は凡例にて、正史を元にしながら「人情滑稽を加えて小説体と為す」としているのに対し、ウォルター・スコット『アイヴァンホー』の翻訳である牛山鶴堂『梅蕾余薫』（1887年）自序では「政治ト人情トヲ兼ネ加フルニ」苦心したというように、坪内の『小説神髄』の小説論の影響を受けるようになっていく。

### 明治中期以降
国会開設がなされ自由民権運動が収束する1890年頃には民権小説は形を変え、かつて立憲帝政党を作り政治家でもあった福地桜痴は未来小説の体裁で風刺的な『もしや草子』（1888年）、政界暴露的な『買収政略大策士』（1897年）などを書いた。須藤南翠『雨牕漫筆緑簑談』（1886年）は地方問題について立憲改進党的立場を示している。女権拡張を題材とした作品には、小室案外堂『自由艶舌女文章』（1885年）、南柯亭夢筆『女権美談文明之花』（1987年）、広津柳浪『女子参政蜃中楼』（1887年）などがある。天香外史『涙の谷』（1888年）は、政治制度の狭間で苦境に陥る人々を描いて、柳田泉は「明治小説史上新旧過渡期の際における最も注目すべき小説の一」と論評し、人情世態小説にして政治小説たる作品とされる。
条約改正が日本の大きな課題となり、朝鮮、中国に進出して西洋に対抗しようという意識に基づく国権小説として、須藤南翠『春暁撹眠痴人之夢』（1887年）、大隈重信を描く春屋主人（坪内逍遥）『外務大臣』（1888年）、塚原渋柿『条約改正』（1889年）、末広鉄腸の政治主張そのままにロシアとの対抗を説く『明治四十年の日本』（1903年）などが現れる。
日清戦争以降には、内田魯庵「政治小説を作るべき動機」などの政治小説論が現れ、巖谷小波『蝸牛』（1895年）、内田『鐡道國有』（1900年）などが生まれ、また社会悪を衝く川上眉山『書記官』（1895年）や、社会の底辺を描く広津柳浪『黒蜥蜴』（1895年）など深刻小説、悲惨小説とも呼ばれる社会小説が書かれた。社会主義運動家でもあった堺利彦訳のエミール・ゾラ『労働問題』（1904年）など翻訳ものの他、木下尚江『火の柱』（1904年）などは社会の非人間性を訴え、大正期以降のプロレタリア文学へと繋がっていく。
また日本の政治小説に学んだ梁啓超は『新中国未来記』（1902年）を執筆し、『経国美談』『佳人之奇遇』の中国語訳も試みた。

### 政治講談の流れ
自由民権運動の高まりにより1878年頃から政談演説が盛んに行われるようになったが、1880年の集会条令により弾圧が加えられると、演説を禁止された坂崎紫瀾は馬鹿林純翁を名乗って民権講釈なるものを興し、続いて福島の岡野知荘、松本の竜野周一郎など各地で民権運動家による政治講談（民権講談 ）が、自由党が解散になる1885年頃にかけて行われ、『東洋民権百家伝』『経国美談』なども題材にされた。その後も少なくはあるが伊藤痴遊などが活躍した。これらは明治30年代の岡千代彦、原霞外らの平民講談、大正期の堺利彦、白柳秀湖らによる社会講談への継承される。

## 評価・研究
日本で政治小説は永く非文壇文学、大衆小説の一系列として軽視されて来た。明治20年代に矢野龍渓と内田魯庵の論争があり、矢野は文学は国民を楽しませる国民文学的なものでなければならないと主張し、これが文壇文学と大衆文学の分化の原型となった。柳田泉『政治小説研究』（1935-39年）以来徐々に評価の対象とされるようになり、柳田は『座談会 明治文学史』（1961年）では、国民が日本の将来に対する夢を託すべき国民文学であるべきだったと述べ、中村光夫も「「新日本」の建設に携わった当時の青年たちの心を後世に比を見ぬほど広く深く捕えた」「ひとつの特異なロマン派文学として再評価すべき」として、徳富蘆花「思出の記」の「時代は潮の漲る如く変わって来た。」「僕らは今『西洋血風小嵐』『自由之凱歌』などという小説に余念もなく喰ひ入る時となった。」といった心情を挙げている。
佐藤春夫はこれらの作品について、ジョージ・ゴードン・バイロンの『チャイルド・ハロルド』に見られるバイロニズムの政治的な面の影響を指摘している。 飛鳥井雅道は「近代文学のはじまりを、はっきり自由民権の文学におきたいと思う」とし、文学を遊びや性の限られたジャンルから解放し、政治や民族を含む人間のあらゆる可能性に関与したと評価した。（『日本の近代文学』1961年）